# Canton de Saint-Denis-4
Le canton de Saint-Denis-4 est une circonscription électorale française de l'île de La Réunion, département et région d'outre-mer français de l'océan Indien.

## Histoire
Le canton a été créé par la loi no 49-1102 du 2 août 1949.
Il a été modifié par le décret du 21 avril 1988 créant les cantons de Saint-Denis-5 à Saint-Denis-9.
Un nouveau découpage territorial de la Réunion entre en vigueur à l'occasion des premières élections départementales suivant le décret du 21 février 2014. Les conseillers départementaux sont, à compter de ces élections, élus au scrutin majoritaire binominal mixte. Les électeurs de chaque canton élisent au Conseil départemental, nouvelle appellation du Conseil général, deux membres de sexe différent, qui se présentent en binôme de candidats. Les conseillers départementaux sont élus pour 6 ans au scrutin binominal majoritaire à deux tours, l'accès au second tour nécessitant 12,5 % des inscrits au 1er tour. En outre, la totalité des conseillers départementaux est renouvelée. Ce nouveau mode de scrutin nécessite un redécoupage des cantons dont le nombre est divisé par deux avec arrondi à l'unité impaire supérieure si ce nombre n'est pas entier impair, assorti de conditions de seuils minimaux. À la Réunion, le nombre de cantons passe ainsi de 49 à 25.
Le canton de Saint-Denis-4 est redécoupé par ce décret. Il est entièrement inclus dans l'arrondissement de Saint-Denis. Le bureau centralisateur est situé à Saint-Denis.

## Représentation

### Représentation avant 2015
| Période                                  | Période      | Identité           | Étiquette    | Qualité                                                                  |
| ---------------------------------------- | ------------ | ------------------ | ------------ | ------------------------------------------------------------------------ |
| 1958                                     | 1964         | Gabriel Macé       | UNR puis DVD | Notaire à Saint-Denis Député (1962-1963 et 1967)                         |
| 1964                                     | 1970         | Pierre Lagourgue   | RI           | Médecin radiologue, Président du conseil général (1967-1982)             |
| 1970                                     | 1976         | Marcel Hoarau      | UDR          |                                                                          |
| 1976                                     | 1982         | Gilbert Boyer      | DVD puis UDF |                                                                          |
| 1982                                     | 1988         | M. Gérard          | RPR          |                                                                          |
| 1988                                     | 1996 (déchu) | Eric Boyer         | RPR          | Professeur Président du Conseil général (1988-1994) Sénateur (1992-1996) |
| 1996                                     | 2001         | Ibrahim Patel      | PS           | Commerçant Adjoint au maire de Saint-Paul (1993-1997)                    |
| 2001                                     | 2008         | Jean-Jacques Morel | UDF puis UMP | Adjoint au maire de Saint-Denis                                          |
| 2008                                     | 2015         | Jean-Claude Fidji  | PS           | Agent à l'Etat-major des Armées Conseiller municipal de Saint-Denis      |
| Les données manquantes sont à compléter. |              |                    |              |                                                                          |

### Représentation depuis 2015
| Période élective | Période élective | Mandat       | Mandat           | Identité         | Nuance | Nuance | Qualité                                                                     |
| ---------------- | ---------------- | ------------ | ---------------- | ---------------- | ------ | ------ | --------------------------------------------------------------------------- |
| 2015             | 2021             | 2015         | 2021             | Yvette Duchemain |        | ECO    | Institutrice retraitée, membre d'EELV puis de GE                            |
| 2015             | 2021             | 2015         | 2021             | Gérald Maillot   |        | PS     | Adjoint au maire de Saint-Denis Président de la CINOR (2014-2020)           |
| 2021             | 2028             | 2021         | 2023 (démission) | Audrey Bélim     |        | PS     | Conseillère municipale de Saint-Denis Sénatrice de La Réunion (depuis 2023) |
| 2021             | 2028             | 2021         | en cours         | Virgile Kichenin |        | PS     | Adjoint au maire de Saint-Denis                                             |
| 2021             | 2028             | octobre 2023 | en cours         | Alexandra Clain  |        | PS     | Conseillère municipale de Saint-Denis                                       |

### Résultats détaillés

#### Élections de mars 2015
À l'issue du 1er tour des élections départementales de 2015, deux binômes sont en ballotage : Yvette Duchemain et Gérald Maillot (PS, 51,52 %) et Laurent Grosset et Anne Nativel (Union de la Droite, 29,66 %). Le taux de participation est de 40,25 % (9 532 votants sur 23 684 inscrits) contre 43,81 % au niveau départemental et 50,17 % au niveau national.
Au second tour, Yvette Duchemain et Gérald Maillot (PS) sont élus avec 55,83 % des suffrages exprimés et un taux de participation de 45,65 % (5 417 voix pour 10 811 votants pour 23 684 inscrits).

#### Élections de juin 2021
Le premier tour des élections départementales de 2021 est marqué par un très faible taux de participation (33,26 % au niveau national). Dans le canton de Saint-Denis-4, ce taux de participation est de 36,14 % (9 371 votants sur 25 929 inscrits) contre 36,5 % au niveau départemental. À l'issue de ce premier tour, deux binômes sont en ballottage : Audrey Bélim et Virgile Kichenin (PS, 38,63 %) et Laurent Grosset et Vanessa Payet Pignolet (DVG, 20 %).

## Composition

### Composition avant 2015
Le canton de Saint-Denis-4 était constitué d'une partie de la commune de Saint-Denis.
Lors du redécoupage de 1988, il s'agissait de la portion du territoire délimitée par, au Nord, la rue du Général-de-Gaulle des rampes Ozoux à la rue Ruisseau-des-Noirs, à l'Ouest, le rempart longeant la rivière Saint-Denis des rampes Ozoux jusqu'à la colline, puis le lit amont de la rivière Saint-Denis, au Sud, la limite communale, à l'Est, la rue Ruisseau-des-Noirs,-la rue des Manguiers, la rue Mazagran, le boulevard de la Providence, la rivière du Butor dans sa partie Sud.

### Composition depuis 2015
| Nom                                 | Code Insee | Intercommunalité                                   | Superficie (km2) | Population (dernière pop. légale)                 | Densité (hab./km2) | Modifier                                    |
| ----------------------------------- | ---------- | -------------------------------------------------- | ---------------- | ------------------------------------------------- | ------------------ | ------------------------------------------- |
| Saint-Denis (bureau centralisateur) | 97411      | CA Communauté intercommunale du Nord de La Réunion | 142,79           | Fraction : 37 421 (2022) Commune : 156 149 (2022) | 1 094              | modifier les données · modifier les données |
| Canton de Saint-Denis-4             | 97412      |                                                    |                  | 37 421 (2022)                                     |                    | modifier les données                        |

Le canton comprend la partie de la commune de Saint-Denis située à l'est d'une ligne définie par l'axe des voies et limites suivantes : depuis la limite territoriale de la commune de Sainte-Marie, avenue Roland-Garros, route de la Rivière-des-Pluies, cours d'eau Ravine-du-Chaudron (direction Nord-Est), boulevard Jean-Jaurès (direction Est), segment de 400 mètres reliant les deux points de longitude et latitude respectives 342078,38/7687777,79 et 342225,71/7688150,51, avenue Georges-Brassens (direction Nord-Ouest), segment de 75 mètres reliant les deux points de longitude et latitude respectives 342052,95/7687703,25 et 342105,38/7687756,95, rue des Olympiades, ligne de 429 mètres reliant les quatre points de longitude et latitude respectives 341818,10/7687499,61,341819,58/7687699,73,341875,27/7687823,10 et 341964,57/7687796,97, chemin Bancoul, route de Bois-de-Nèfles (direction Nord-Est), chemin des Bringelliers (direction Est), chemin des Acajous (direction Est), chemin Finette (direction Nord-Est), segment de 582 mètres reliant les six points de longitude et latitude respectives 341140,17/7687953,59,341226,96/7687905,55,341092,98/7687679,80,340999,62/7687698,45,340979,93/787637,07, et 341038,81/7687623,26, cours d'eau Ravine-des-Patates-à-Durand, dit aussi « Maduran » (direction Sud), segment de 2 458 mètres reliant les deux points de longitude et latitude respectives 339093,08/7679795,06 et 338286,87/677473,40, jusqu'à la limite territoriale de la commune de La Possession. (Les coordonnées indiquées dans le décret sont en projection géographique légale).

## Démographie
En 2022, le canton comptait 37 421 habitants, en évolution de −1,29 % par rapport à 2016 (La Réunion : +3,33 %, France hors Mayotte : +2,11 %).
| 2013   | 2018   | 2022   |
| ------ | ------ | ------ |
| 36 989 | 37 197 | 37 421 |